# シアカンリ
シアカンリ (Sia Kangri) はカラコルム山脈バルトロ山群にある標高7,442m (24,370 ft) の山である。山頂はインド、中国、パキスタンの三国国境にあたり、印パ軍事境界線である「実際の地上位置線」と中国支配地域が交錯しているため、山腹のすべての面が国境紛争地帯となっている。山頂の南西側はパキスタンとインドの双方が領有権を主張しているが、パキスタンが実効支配している。北東側はトランスカラコルム回廊の一部であり、1963年の中パ国境協定で中国領とされたもののインドが領有権を主張している。南東側はシアチェン氷河地方であり、パキスタンとインドが領有を争っているがインドが実効支配している。世界第63位、パキスタン第25位の高峰で、インダス川流域とタリム盆地の源流域にあたる。東3kmにインディラ・コルがある。シアカンリはインドの最北端にあたる。
シアカンリの初登頂は1934年の国際ヒマラヤ遠征隊に参加したスイス/ドイツの登山家ギュンター・ディーレンフルトが達成した。アタック隊にはディーレンフルトの妻ヘッティも参加しており、当時の女性の世界最高到達高度記録を達成した。この記録は以後20年破られなかった。